# Park Sung-chul

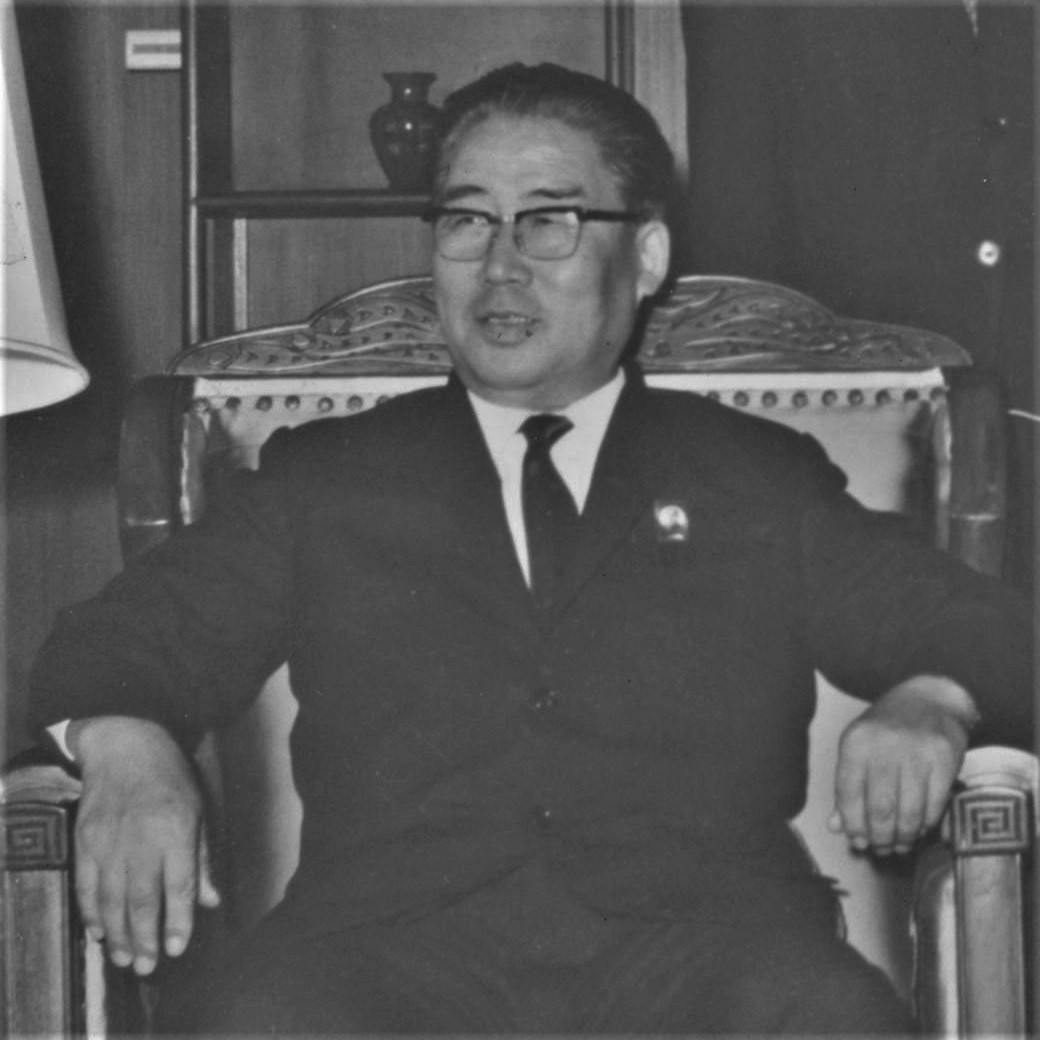
Park Sung-chul in 1973

Park Sung-chul (Gyeongju, 2 september 1913 - Pyongyang, 28 oktober 2008) was een Noord-Koreaans staatsman. Park Sung-chul was lid van het Politbureau van het Centraal Comité van de Koreaanse Arbeiderspartij (CND). Hij was ook lid van het parlement.
Park Sung-chul studeerde in Japan en sloot zich in 1945 aan bij de Japanse Communistische Partij. Na de oorlog (in 1946) keerde hij naar (Noord-) Korea terug en maakte hij carrière binnen het staatsapparaat. Tijdens de Koreaanse Oorlog was hij commandant van de 15de Divisie van het Koreaanse Volksleger (met de rang van luitenant-generaal).
In 1954 werd Park Sung-chul ambassadeur in Bulgarije. In 1956 werd hij directeur van het Departement van Buitenlandse Zaken van het Centraal Comité van de CND. In november 1956 werd hij vicepremier en viceminister van Buitenlandse Zaken en van 1959 tot 1971 was hij minister van Buitenlandse Zaken van Noord-Korea. In september 1961 werd hij in het Centraal Comité van de CND gekozen. In 1964 werd hij lid van het Politbureau. 
In 1972 werd Park Sung-chul lid van het Centrale Volkscomité, een soort kabinet binnen het kabinet dat uit de voornaamste ministers bestond. Van 1976 tot 1977 was hij premier. In 1977 werd hij tot vicepresident benoemd.
In februari 1982 werd hij als vicepresident herkozen. Deze functie bleef hij tot 1997 bekleden. Tussen 1994 en 1997 was er geen president, wat betekende dat de (4) vicepresidenten als staatshoofd optraden.
Bron: North-Korea, a Political Handbook door: Tai Sung An (1983)